# Dani Rodrik
Dani Rodrik (født 14. august 1957 i Istanbul) er en tyrkisk født økonom og professor ved John F. Kennedy School of Government på Harvard University. Han har særlig arbejdet indenfor international økonomi, økonomisk udvikling og politisk økonomi. Problemstillinger vedrørende forudsætninger for en god økonomisk politik og hvorfor nogen myndigheder lykkes bedre end andre har været centrale i hans forskning.

## Baggrund
Rodrik stammer fra en sefardisk jødisk familie og var søn af en penne-fabrikant.
Efter at have bestået afgangseksamen fra den private Robert College i Istanbul, begyndte han studier ved Harvard i 1975 som den eneste i sin familie, som fik mulighed for at studere i udlandet. Her tog han en bachelor-grad med meget god karakter (Summa cum laude), og tog derefter en Ph.D. i økonomi med en afhandling med titlen Studies on the Welfare Theory of Trade and Exchange-rate Policy og en MPA fra Princeton University.
Han har siden 2009 skrevet i det tyrkiske dagblad Radikal.
Han er gift med datteren af den pensionerede general Çetin Doğan, som blev dømt til livsvarig fængsel, senere reduceret til 20 år, for sin deltagelse i det planlagte kupforsøg Operation forhammer (tyrkisk: Balyoz Harekâtı) mens han var leder af generalstaben i 2003.

## Arbejde
Rodrik er tilknyttet National Bureau of Economic Research, Centre for Economic Policy Research (i London), Center for Global Development, Peterson Institute for International Economics og Council on Foreign Relations. Han er medredaktør for Review of Economics and Statistics. Han har modtaget støtte fra Carnegie Corporation, Ford Foundation og Rockefeller Foundation. Han er blandt andet tildelt Leontief-prisen for Advancing the Frontiers of Economic Thought i 2002 fra Global Development and Environment Institute.

## Forfatterskab
- Rodrik, Dani (2011). The Globalization Paradox. Norton & Company, Inc. ISBN 978-0-393-07161-0.
- Rodrik, Dani (2007). One Economics, Many Recipes. Princeton University Press. ISBN 0-691-12951-7.
- McMillan, Margaret; Horn, Karen; and Rodrik, Dani (2004). "When Economic Reform Goes Wrong: Cashews in Mozambique". Brookings Trade Forum 2003: 97-165.{{cite journal}}:  CS1-vedligeholdelse: Flere navne: authors list (link)
- Rodrik, Dani (ed) (2003). In Search of Prosperity: Analytic Narratives on Economic Growth. Princeton University Press. ISBN 0-691-09268-0. {{cite book}}: |author= har et generisk navn (hjælp)
- Rodrik, Dani (2001). "The Global Governance of Trade As If Development Really Mattered" (PDF). UNDP. Arkiveret fra originalen (PDF) 26. december 2019. Hentet 20. januar 2017.
- Rodrik, Dani (1999). The New Global Economy and Developing Countries: Making Openness Work. Overseas Development Council. ISBN 1-56517-027-X.
- Rodrik, Dani (1997). Has Globalization Gone Too Far?. Institute for International Economics. ISBN 0-88132-241-5.